# The Rippingtons
The Rippingtons es una banda estadounidense de Smooth jazz y Crossover jazz, formada en 1986 por el guitarrista Russ Freeman (no debe confundirse con el pianista de igual nombre), y cuya carrera se ha extendido durante casi cuatro décadas. Freeman ha sido el único miembro permanente de la banda. El grupo comenzó como una banda de jazz rock hasta que, a partir de 1999, se aproximaron al smooth jazz.

## Miembros
La formación actual de la banda, es la siguiente:
- Russ Freeman — guitarra, teclados y programación.
- Dave Karasony — batería
- Bill Heller — piano
- Rico Belled — bajo eléctrico
- Jeff Kashiwa, Paul Taylor o Eric Marienthal — saxofón

En anteriores formaciones estuvieron los bajistas Kim Stone, 1990–2008, y Steve Bailey; los saxofonistas Brandon Fields, Dave Koz, Kenny G y Nelson Rangell; los pianistas Dave Kochanski, David Benoit, Gregg Karukas, Tom McMorran y Mark Portmann; los baterías Tony Morales, David Anderson y Dave Hooper; y los percusionistas Scott Breadman, Ray Yslas y Steve Reid (que no debe confundirse con el histórico batería de jazz de igual nombre, Steve Reid).

## Discografía

### Álbumes de estudio
| Título                         | Detalles del álbum                                                                             | Puesto en las listas de ventas | Puesto en las listas de ventas | Puesto en las listas de ventas | Puesto en las listas de ventas |
| Título                         | Detalles del álbum                                                                             | Top Contemporary Jazz Albums   | Billboard 200                  | Top Independent Albums         | Top Jazz Albums                |
| ------------------------------ | ---------------------------------------------------------------------------------------------- | ------------------------------ | ------------------------------ | ------------------------------ | ------------------------------ |
| Moonlighting                   | - Fecha de publicación: 1986 - Sello: GRP - Formatos: CD, casete, LP                           | 5                              | -                              | -                              | 25                             |
| Kilimanjaro                    | - Fecha de publicación: 1988 - Sello: GRP - Formatos: CD, casete, LP                           | 3                              | 110                            | -                              | -                              |
| Tourist in Paradise            | - Fecha de publicación: 1989 - Sello: GRP - Formatos: CD, casete, LP                           | 4                              | 85                             | -                              | -                              |
| Welcome to the St. James' Club | - Fecha de publicación: 1990 - Sello: GRP - Formatos: CD, casete, LP                           | 1                              | -                              | -                              | -                              |
| Curves Ahead                   | - Fecha de publicación: 1991 - Sello: GRP - Formatos: CD, casete                               | 1                              | 148                            | -                              | -                              |
| Weekend in Monaco              | - Fecha de publicación: agosto, 1992 - Sello: GRP - Formatos: CD, casete                       | 2                              | 147                            | -                              | -                              |
| Sahara                         | - Fecha de publicación: agosto, 1994 - Sello: GRP - Formatos: CD, casete                       | 1                              | -                              | -                              | -                              |
| Brave New World                | - Fecha de publicación: 27 de febrero de 1996 - Sello: GRP - Formatos: CD, casete              | 4                              | -                              | -                              | -                              |
| Black Diamond                  | - Fecha de publicación: 1997 - Sello: Peak - Formatos: CD, casete                              | 1                              | 147                            | -                              | -                              |
| Topaz                          | - Fecha de publicación: 18 de mayo de 1999 - Sello: Peak - Formatos: CD, casete                | 2                              | -                              | -                              | -                              |
| Life in the Tropics            | - Fecha de publicación: 10 de octubre de 2000 - Sello: Peak - Formatos: CD, casete             | 3                              | -                              | 29                             | -                              |
| Let It Ripp                    | - Fecha de publicación: 6 de mayo, 2003 - Sello: Peak - Formatos: CD                           | 2                              | -                              | 15                             | -                              |
| Wild Card                      | - Fecha de publicación: 17 de mayo de 2005 - Sello: Peak - Formatos: CD                        | -                              | -                              | -                              | 4                              |
| 20th Anniversary               | - Fecha de publicación: 25 de julio de 2006 - Sello: Peak - Formatos: CD                       | -                              | -                              | -                              | 3                              |
| Modern Art                     | - Fecha de publicación: 10 de marzo de 2009 - Sello: Peak - Formatos: CD                       | -                              | -                              | -                              | 4                              |
| Côte D'Azur                    | - Fecha de publicación: 1 de febrero de 2011 - Sello: Peak - Formatos: CD                      | -                              | -                              | -                              | 3                              |
| Built to Last                  | - Fecha de publicación: 28 de agosto de 2012 - Sello: eOne / Eone Entertainment - Formatos: CD | -                              | -                              | -                              | 1                              |

### discos grabados en directo
| Título              | Detalles del álbum                                                       | Posición en las listas       | Posición en las listas | Posición en las listas | Posición en las listas |
| Título              | Detalles del álbum                                                       | Top Contemporary Jazz Albums | Billboard 200          | Top Independent Albums | Top Jazz Albums        |
| ------------------- | ------------------------------------------------------------------------ | ---------------------------- | ---------------------- | ---------------------- | ---------------------- |
| Live in L.A.        | - Fecha de publicación: 1993 - Sello: GRP - Formatos: CD, casete         | 6                            | -                      | -                      | -                      |
| Live Across America | - Fecha de publicación: 12 de marzo de 2002 - Sello: Peak - Formatos: CD | 11                           | -                      | -                      | -                      |

### Recopilatorios
| Título                      | Detalles del álbum                                               | Puesto en las listas         | Puesto en las listas | Puesto en las listas   | Puesto en las listas |
| Título                      | Detalles del álbum                                               | Top Contemporary Jazz Albums | Billboard 200        | Top Independent Albums | Top Jazz Albums      |
| --------------------------- | ---------------------------------------------------------------- | ---------------------------- | -------------------- | ---------------------- | -------------------- |
| The Best of The Rippingtons | - Fecha de publicación: 1997 - Sello: GRP - Formatos: CD, casete | 10                           | -                    | -                      | -                    |